# Catocala orientalis
Catocala orientalis är en fjärilsart som beskrevs av Otto Staudinger 1877. Catocala orientalis ingår i släktet Catocala och familjen nattflyn. Inga underarter finns listade i Catalogue of Life.